# Lijst van Zaanse stadsroutes
De Zaanse stadsroutes zijn hoofd- en verbindingswegen in Zaanstad
In Zaanstad is gekozen voor stadsroutes beginnende in de reeks 150 om niet in de war te geraken met het stadsroute-systeem van buurgemeente Amsterdam.
- Amsterdam - Zaanstad - Assendelft
- knooppunt Zaanstad - Zaanstad - Zaandstad-Zuid/Noord
- Wormerveer - Zaanstad- Hempont
- Westzaan - Zaanstad - Zaandam
- Nauernasche Vaart - Zaanstad - Assendelft
- Vermiljoenweg - Purmerend

 ·  ·  ·  ·  · 